# Wilhelm Frederik Wedell
Wilhelm Frederik (egl. Friderich) rigsfriherre og lensgreve (von) Wedell(-Wedellsborg) (24. november 1640 – 7. februar 1706 på Rugård) var en dansk lensbesidder.

## Karriere
Han var søn af generalmajor, rigsfriherre Georg Ernst von Wedel (ca. 1597-1661) til Reetz og Noeremberg og Anne Ahlefeldt (ca. 1615-1660). Han var ældre broder til grev Gustav Wilhelm Wedel-Jarlsberg til grevskabet Jarlsberg, var født 24. november 1640 og kom i en ung alder til Danmark; at han, der i Tyskland utvivlsomt har været officer, skulle have stået i dansk militærtjeneste, er der intet spor af. Imidlertid gjorde han her i landet sin lykke, da han tidlig blev gift med Christiane Sophie Sehested, eneste barn af Hannibal Sehested, og derved blev arving til hans godser på Fyn, Iversnæs og Tybrind, af hvilke han 11. december 1672, samtidig med at han optoges i grevestanden, oprettede grevskabet Wedellsborg, hvilket navn fra den tid tillagdes Iversnæs. Desuden havde han 1665 købt Rugård af kongen, og 1681 købte han af Trinitatis Kirke i København Søndergårde, ligesom han forøgede sine besiddelser ved erhvervelsen af adskillige kirketiender. Når Wedell hyppigt er blevet kaldt gehejmeråd, er det en misforståelse, da en sådan udnævnelse ikke findes. Derimod blev han allerede 1663 kammerherre (fra nytår 1666 at regne), og 1674 fik han det hvide bånd. Han døde 7. februar 1706.

## Personlighed
Wedell var en højst excentrisk mand, og hans selvfølelse var ganske overordentlig; den gav sig udtryk på en uskyldig måde, når han efter sagnet lod sig blæse til og fra bords af 12 trompetere, men den viste sig uheldigvis også i overgreb af meget betænkelig art. Jævnlig var det over for præster og degne på grevskabet, han tillod sig at udøve en myndighed, som, foruden at være til fortræd for de pågældende, bragte ham i konflikt med provst og biskop. Men værst blev det, da han 1695 nedsatte en gårdsret af sine egne folk og lod sin staldmester Claus Brandt og hans kone Marie Borger dømme til forbrydelse af deres boeslodder og konen til kagstrygning, hvilken han trods hendes protester lod eksekvere ved sin egen skarpretter. Denne sag pådrog ham en alvorlig irettesættelse af kongen, der ophævede dommen, men tilgav Wedell hans forseelse af sær nåde og af hensyn til hans broders tro tjeneste. Få år efter blev han af Højesteret idømt svære bøder for den hårde medfart, han havde givet sin sognepræst. Også i hans familiekreds beredte hans vanskelige sind ham mange ubehageligheder, især i forholdet til sønnen Hannibal Wedell.

## Historien om Maria Borger
Maria Borger blev kagstrøget på godset Wedellsborg på Fyn. Det skete 26. oktober 1695.  Maria Borger var gift med staldmesteren på Wedellsborg, Claus Brandt. Det var grev Wilhelm Frederik Wedell selv, der stod bag kagstrygningen.
Ved kagstrygning blev den dømte bundet til en kag, dvs en pæl, og pisket med ris eller en svøbe, straffen betød samtidig tab af ære og hæderlighed.
Sagen vakte megen opmærksomhed, og historien om den levede i generationer og fik karakter af sagn med mange vidtløftigheder. Den fandt også vej til historien om Wedellsborg i bøger og tidsskrifter. Ingen vidste rigtig, hvad der var sket, og hvad, der havde fået grev Wedell til at fare så hårdt frem mod staldmesterens hustru. I én udgave af historien hedder det:
"Sagen forholder sig nok saaledes, at en af Grevens Døtre var løben bort med Huslæreren paa Gaarden, som var Broder til Marie Borger, og hun havde været dem behjælpelig dermed.[...] Der er ogsaa de, som mener at det var Grevens ældste Søn Hanibal, som Marie Borger havde hjulpet med et af hans Kærlighedseventyr". (Aarbog for historisk samfund for Odense og Assens Amter. XI. Aargang 1923, side 305)
Den rigtige historie er denne: Grevens datter Anne Elisabeth og Maria Borgers broder, Hans Henrik Borger, havde et forhold fra slutningen af 1694, og "Frøkenen" blev gravid. Greven følte sig selv og hele sit "grevelige hus" dybt krænket. Frøkenen blev af sin fader hensat i "evigt fængsel" på Brandsø i Lillebælt, men Grev Wedell ville også straffe både staldmester Claus Brandt og hans hustru Maria Borger, som han mente havde forledt hans datter til denne "utroskab". Han oprettede derfor en såkaldt gårdsret på Wedellsborg med sine egne folk som bl.a. domsmænd. Greven gik på den måde uden om det almindelige retssystem - her den såkaldte birkeret under grevskabet Wedellsborg. Grevens gårdsret fandt naturligvis ægteparret skyldige og dømte Maria Borger for rufferi. Straffen herfor var kagstrygning, og dommen blev eksekveret af grevens egen skarpretter.
Maria Borger klagede til kong Christian den 5., som straks satte en større undersøgelse i gang. Derefter afsagde kongen - efter at have ladet sig sagens akter forelæse - sin kendelse. I et reskript af 5. maj 1696 blev gårdsrettens dom erklæret "udømt, død og magtesløs". Ægteparret fik fuld æresoprejsning.
Maria Borgers klage havde medført, at kongen besluttede at nedsætte en kommission i Odense, som skulle belyse hvad der var sket i selve den sag, der vakte grevens vrede, men også undersøge sagens procedure, dvs. omstændighederne omkring gårdsretten. Kommissionen holdt sine møder i slutningen af januar 1696 med afhøring af en lang række vidner fra Wedellsborg og omegn og afleverede en beretning på 107 sider til kongen.
Denne beretning er nøglen den rigtige historie om Grev Wedell og Maria Borger og ligger nu i Rigsarkivet. Her ligger desuden en protokol fra gårdsretten på Wedellsborg, endda i fire eksemplarer, hvoraf den ene er en indbunden prototokol, som greven fik fremlagt for kommissionen i Odense. Den blev fremstillet i januar 1696, men tilbagedateret til oktober 1695.
Kongen valgte at tilgive grev Wedell - trods hans faktisk alvorlige ulovligheder - med henvisning til hans broder, grev Gustav Wilhelm til Jarlsberg, og hans tro tjeneste for kongen.
Dette afsnit bygger på: Klaus Guldager, "Er der da ingen nåde", Siden Saxo, 2015, nr.4, udgivet af Rigsarkivet.

## Ægteskaber
Han blev gift 1. gang med komtesse Christiane Sophie Sehested (3. juni 1644 – 1693), datter af Hannibal Sehested (1609-1666) og Christiane (1626-1670). Gift 2. gang 4. december 1702 i Veflinge med Hedevig Magdalene von Danckwerth (4. maj 1672 – 17. juli 1735), datter af oberstløjtnant i fynske rytterregiment Joachim von Danckwerth (død 1690, gift 1. gang med Hedevig Margrethe Fintzen) og Anne von der Wisch (død tidligst 1714).
Han og hans to hustruer er begravet i Husby Kirke.
Der findes et portrætmaleri af Abraham Wuchters fra 1670'erne (Wedellsborg), efter dette kopi af Anton Dorph fra 1902 (det antoges da at forestille en anden) (Frederiksborgmuseet). Maleri af A. Quandt (Wedellsborg). Malet i hel figur i ordensdragt (sammesteds).